# إبراهيم الشاهين
الدكتور إبراهيم الشاهين  (1949) وزير الدولة لشؤون البلدية السابق 1991 - 1992 ، ورئيس الوفد الكويتي المفاوض في اللجنة الفنية لشئون الأسرى 1994.

## السيرة الذاتية
هو الدكتور المهندس إبراهيم ماجد صالح بن شاهين بن غانم الشاهين ، ولد بالكويت، وعاشت عائلته في منطقة جبلة (القبلة)، كان يشغل قبل توليه المنصب الوزاري منصب مدير الهيئة العامة للإسكان في الكويت، وكان نائباً لرئيس اللجنة الوطنية لشؤون الأسرى والمفقودين التي كان يرأسها الشيخ سالم صباح السالم الصباح، وهو شقيق وزير الدولة للشؤون الخارجية الكويتي سليمان الشاهين، وشقيق عيسى الشاهين عضو مجلس الأمة الكويتي عام 1981 ، حاصل على شهادة الدكتوراه في العمارة والتخطيط من جامعة براغ - تشيكوسلوفاكيا 1985 ، وشهادة الماجستير في التصميم المعماري من جامعة بنسيلفينيا - الولايات المتحدة الأمريكية 1973 ، شهادة البكالريوس في العمارة من جامعة ولاية واشنطن - الولايات المتحدة الأمريكية 1971.

## السيرة العلمية
- رئيس مجلس إدارة شركة الحاسبات الكويتية 2002 - 2005.
- عضو مجلس إدارة الشركة الأولى للاستثمار	1997 - 2004.
- عضو مجلس إدارة الشركة الشرقية للاستثمار 2004.
- رئيس الوفد الكويتي المفاوض في اللجنة الفنية لشئون الأسرى 1994.
- عضو / نائب رئيس اللجنة الوطنية لشئون الأسرى والمفقودين 1994.
- عضو مجلس إدارة البنك العقاري 1995.
- عضو مجلس إدارة شركة عقارات الكويت – نائب الرئيس 1993 - 1997.
- وزير الدولة لشئون البلدية 1991 - 1992.
- عضو المجلس الأعلى للإسكان 1993.
- رئيس فريق خطة الطوارئ وإعادة البناء 1990 - 1993.
- نائب رئيس بنك التسليف والادخار 1988 - 1991.
- عضو المجلس الأعلى للتخطيط 1983.
- مدير عام الهيئة العامة للإسكان 1977 - 1991.
- نائب مدير عام الهيئة العامة للإسكان 1976 - 1977.
- مراقب التخطيط العمراني بلدية الكويت 1973 - 1976.
- مهندس في بلدية الكويت 1971 - 1973.